# Алтымышбаев, Асылбек Алтмышбаевич
Асылбек Алтмышбаевич Алтымышбаев (Алтмышбаев) (1 мая 1912, с. Шалба, Пржевальский уезд, Семиреченская область, Российская империя — 1987, Фрунзе) — советский киргизский учёный-философ. Академик АН Киргизской ССР (1954). Заслуженный деятель науки Киргизской ССР.

## Биография
Родился в селе Шалба (с 1990-х годов — Тилекмат) в Туркестане.
Преподавал в Пишпекской школе милиции, с ноября 1938 — историю ВКП(б) во Фрунзенской межобластной школе РКМ НКВД Киргизской ССР. С 1942 года — Начальник Фрунзенской межобластной школы РКМ НКВД.
Окончил Киргизский педагогический институт (1942). В 1943 году был направлен на учёбу в Москву.
С 1948 по 1949 год заведовал кафедрой философии Республиканской партийной школы при ЦК Киргизской ССР. С 1949 по 1950 год — Директор Института языка и истории Киргизского отделения АН СССР, с 1950 по 1952 год — Первый заместитель председателя президиума отделения. В 1952—1954 годах заведовал отделом науки и культуры ЦК Компартии Киргизии.
Доктор философских наук (1961)
В 1954 году избран в действительные члены АН Киргизской ССР (первый состав), занимал пост вице-президента АН Киргизской ССР.
В 1954—1966 — Директор Института философии и права АН Киргизской ССР, с 1966 по 1975 — старший научный сотрудник. С 1975 года — директор института.

## Научные интересы
История философии и социальные исследования.
Изучал вопросы формирования социальной культуры народов Средней Азии, закономерностей развития, истории развития общественно-политической и философской мысли киргизского народа. Автор более 60 научных работ по социокультурным проблемам и истории общественного сознания.